# (113) Amalthea
113 Amalthea er en asteroide. Den blev opdaget den 12. marts 1871 af Karl Theodor Robert Luther fra Sternwarte Bilk i Düsseldorf. Den er opkaldt efter nymfen Amalthea fra græsk mytologi. Den deler navn med Jupiters måne Amalthea.